# Le Livre de la mort (anonyme)
Pour les articles homonymes, voir Le Livre de la mort.
Le Livre de la mort (titre original : The Book of Death) est un roman policier fantastique, paru de manière anonyme en 2012 directement dans sa traduction française aux éditions Sonatine, traduit par Diniz Galhos. Une version en langue originale a ensuite été publiée par les éditions Black Shadow Press en 2014. Il s'agit du quatrième volume de la série Bourbon Kid.

## Résumé
L'action reprend là où le lecteur l'avait laissée dans L'Œil de la Lune, deuxième volume de la série (l'action du troisième se situant avant celle du premier). Alors qu'on pensait le Bourbon Kid, héros récurrent des précédents opus, définitivement disparu, le voilà contraint de revenir d'entre les morts, au risque de dévoiler sa nouvelle identité, pour sauver son amour de jeunesse, Beth, et empêcher par la même occasion qu'un massacre général n'anéantisse la petite ville de Santa Mondega, bien connue des lecteurs de la série.

## Éditions
- The Book of Death, Black Shadow Press, 1er juillet 2014, 304 p.  (ISBN 978-1-5003-8442-5)
- Le Livre de la mort, Sonatine, 26 avril 2012, trad. Diniz Galhos, 400 p.  (ISBN 978-2-35584-126-2)
- Le Livre de la mort, Le Livre de poche, coll. « Thriller » no 32852, 1er février 2013, trad. Diniz Galhos, 498 p.  (ISBN 978-2-253-16481-4)